# Alexandre Lacassagne
Alexandre Lacassagne (Cahors, 17 agosto 1843 – Lione, 24 settembre 1924) è stato un antropologo francese.

## Biografia
Docente all'Università di Lione dal 1880, fondò e diresse dal 1886 al 1914 gli Archivi di antropologia criminale. Esaminò, tra gli altri, il caso del serial killer Joseph Vacher e il corpo di uno sconosciuto che riuscì a identificare per quello dello scomparso Toussaint-Augustin Gouffé, il cui caso doveva appassionare la stampa nel 1889 e segnare una svolta nella storia della patologia forense francese. Il suo grande merito è aver dimostrato che, analizzando un proiettile, si può risalire all'arma da cui è stato sparato.